# Scipione Piattoli
Scipione Piattoli Sch. P. (Florencia, Gran Ducado de Toscana, 10 de noviembre de 1739-Altenburgo, Prusia, 12 de abril de 1809) fue un sacerdote católico, profesor, intelectual, escritor y activista que desarrolló gran parte de su carrera política en la Mancomunidad polaco-lituana, siendo considerado una de las figuras más importantes e influyentes de la Ilustración en Polonia.
Piattoli trabajó en Varsovia durante y después del Gran Sejm (1788-1792). Sirvió como intermediario entre el Partido Patriota y el rey Estanislao II Poniatowski, trabajando también como secretario del rey. Scipione es más recordado por su participación en la elaboración de la Constitución del 3 de mayo de 1791, además de ser uno de los muchos precursores de la Insurrección de Kościuszko contra la influencia rusa en 1794, siendo el último levantamiento de la mancomunidad polaco-lituana antes de desaparecer del mapa de Europa. Después de la tercera partición de Polonia en 1795, Piattoli fue capturado por los austríacos durante varios años, junto a otros activistas polacos de la Constitución, como Hugo Kołłątaj. Liberado en el 1800, trabajó varios años con el estadista y príncipe Adam Jerzy Czartoryski al servicio de Rusia, antes de retirarse a Curlandia.
Piattoli fue una inspiración para León Tolstói, siendo el persona en el cual se basó para crear la figura de Abbé Morio en su novela Guerra y paz (1869). También es una de las figuras inmortalizadas en el cuadro de Jan Matejko, Constitución del 3 de mayo de 1791.